# 1. FC Femina
Der 1. FC Femina ist ein ungarischer Frauenfußballverein aus Budapest. Mit zehn Meistertiteln ist er der erfolgreichste Verein des Landes. Die bislang titelträchtigste Zeit waren die 2000er Jahre unter der Ägide von Trainer László Kiss (2000 bis 2011), der 33 Länderspiele für die ungarische Fußballnationalmannschaft bestritt. Zwischen 2001 und 2008 konnte der Verein sechs Meisterschaften erringen. Seither kam der FC über die dritte Position nicht mehr hinaus. In der Saison 2011/12 belegte man weit abgeschlagen den vierten Platz (von zehn Mannschaften).
Bisher nahm der im Jahr 1970 gegründete Verein sechsmal am UEFA Women’s Cup teil. Bei den ersten drei Teilnahmen schied man bereits in der Gruppenphase aus. Am erfolgreichsten war man in der Spielzeit 2006/07. Nach Siegen über den FC NSA Sofia, FC Narta Chișinău (Moldawien) und Gömrükcü Baku (Aserbaidschan) erreichte man als erste ungarische Mannschaft die zweite Gruppenphase. Dort scheiterte man allerdings gegen Brøndby IF, Arsenal London und den WFC Rossiyanka (Russland). Die Saison 2007/08 war wieder in der ersten Gruppenphase beendet.
Neben anderen bedeutenden ungarischen Spielerinnen spielte zwischen 2001 und 2011 Anita Pádár für den Verein.

## Erfolge
- 10 Meisterschaften: 1988, 1991, 1996, 1997, 2001, 2002, 2003, 2006, 2007, 2008
- 1 Ungarischer Cup: 1996